# Гауценберг
Гауценберг (нім. Hauzenberg) — місто в Німеччині, знаходиться в землі Баварія. Підпорядковується адміністративному округу Нижня Баварія. Входить до складу району Пассау.
Площа — 82,82 км2. Населення становить 11 747 ос. (станом на 31 грудня 2020). Офіційний код — 09 2 75 126.

## Галерея

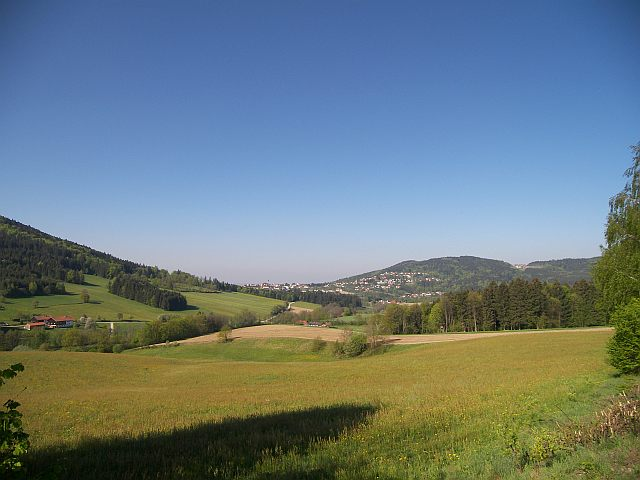
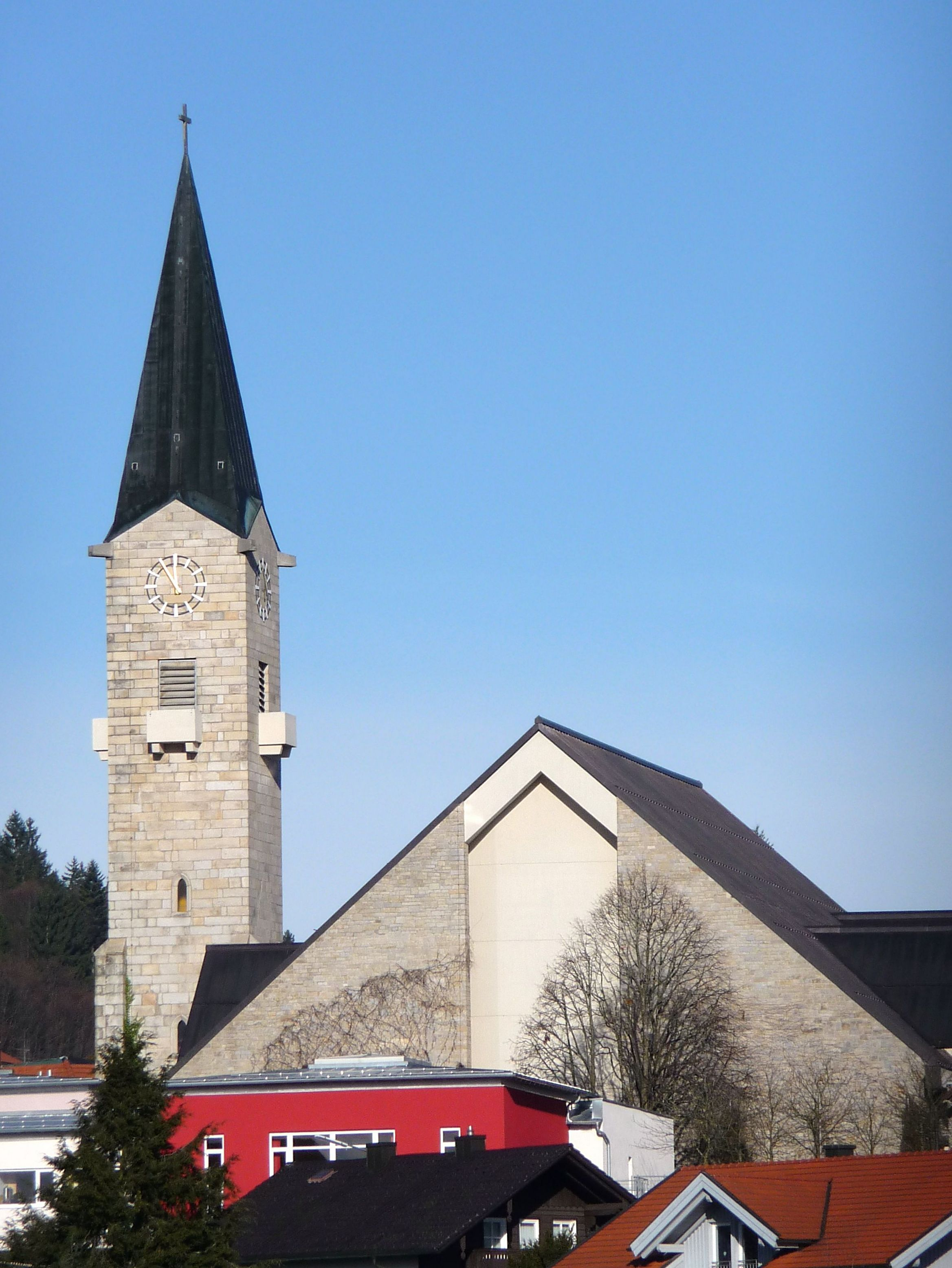
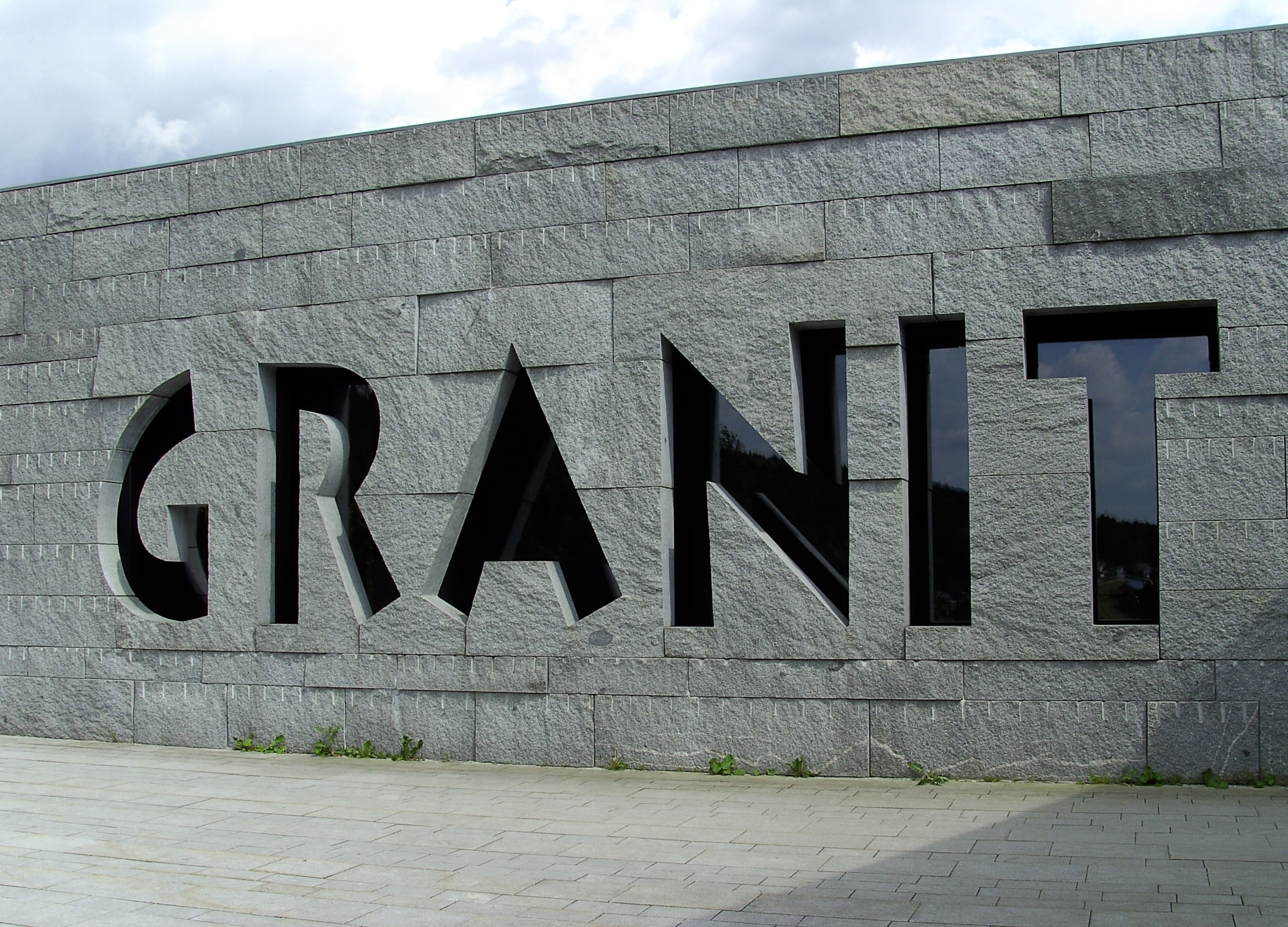